# Mihaela Marinova
Mihaela Marinova (in bulgaro Михаела Маринова?; Sofia, 7 maggio 1998) è una cantante bulgara.

## Biografia
Mihaela Marinova ha iniziato a cantare da bambina ed è stata in seguito iscritta a lezioni di pianoforte e violino. Si è diplomata in canto pop e jazz. Ha poi partecipato a X Factor, dove è risultata finalista ed è arrivata 3ª.
È stata successivamente ingaggiata dalla Virginia Records, etichetta con cui ha pubblicato il singolo di debutto Stăpka napred (2015), riconosciuto in tre categorie ai premi annuali di BG Radio. Anche Ne ti li stiga (2016) ha riscosso successo, risultando il 7º brano di un bulgaro più popolare a livello radiofonico dell'intero anno secondo la Prophon. È stata concorrente alla quinta edizione di Kato dve kapki voda, versione bulgara del format Tu cara me suena, dove è stata dichiara vincitrice del programma.
L'album in studio d'esordio Stăpka napred, messo in commercio nel marzo 2020, è stato premiato come miglior album alla gala musicale di BG Radio. Ha poi partecipato nuovamente a Kato dve kapki voda; la sua interpretazione di Jerusalema, in cui imita Nomcebo Zikode, è stata oggetto di dibattito tra i media sudafricani per il blackface.
Nel gennaio 2022 Need You ha raggiunto la top ten radiofonica nazionale e a dicembre è uscito il secondo LP Do bezkraj (2022), che le ha fatto guadagnare un quarto premio BG Radio a suo nome. Nell'estate 2023 ha imbarcato una tournée a supporto dell'album, svoltasi nel mese di giugno e partita da Varna.
Nel settembre 2024 è avvenuta la pubblicazione del terzo disco di inediti Černa perepuda, promosso da un tour musicale con tappe in cinque città bulgare.

## Discografia

### Album in studio
- 2020 – Stăpka napred
- 2022 – Do bezkraj
- 2024 – Černa perepuda

### EP
- 2024 – Live Sessions

### Singoli
- 2015 – Stăpka napred
- 2016 – Ne ti li stiga
- 2017 – Edin sreštu drug
- 2017 – Listata padat (feat. Pavell & Venci Venc')
- 2018 – Oči v oči
- 2018 – Tiempo
- 2019 – Samo teb/Now or Never
- 2020 – Moga (con Ljubo Kirov)
- 2020 – Strah ot samota
- 2020 – Drugata staja
- 2021 – Whispers
- 2021 – Serial
- 2021 – Need You
- 2022 – Do bezkraj
- 2022 – Da tancuvaš s djavola (con Pavell)
- 2023 – Tell It to My Heart (con Skytech)
- 2023 – Sladka greška
- 2023 – Samo ti
- 2023 – Takava ljubov
- 2024 – Stay (con Alex Parker)
- 2024 – Vselena (con Ljubo Kirov)
- 2024 – Da izbjagam
- 2024 – Geroj
- 2025 – Cjalata ljubov